# Madarounfa
Madarounfa este o comună urbană din departamentul Madarounfa, regiunea Maradi, Niger, cu o populație de 47.617 locuitori (2001).